# 1994 PC1

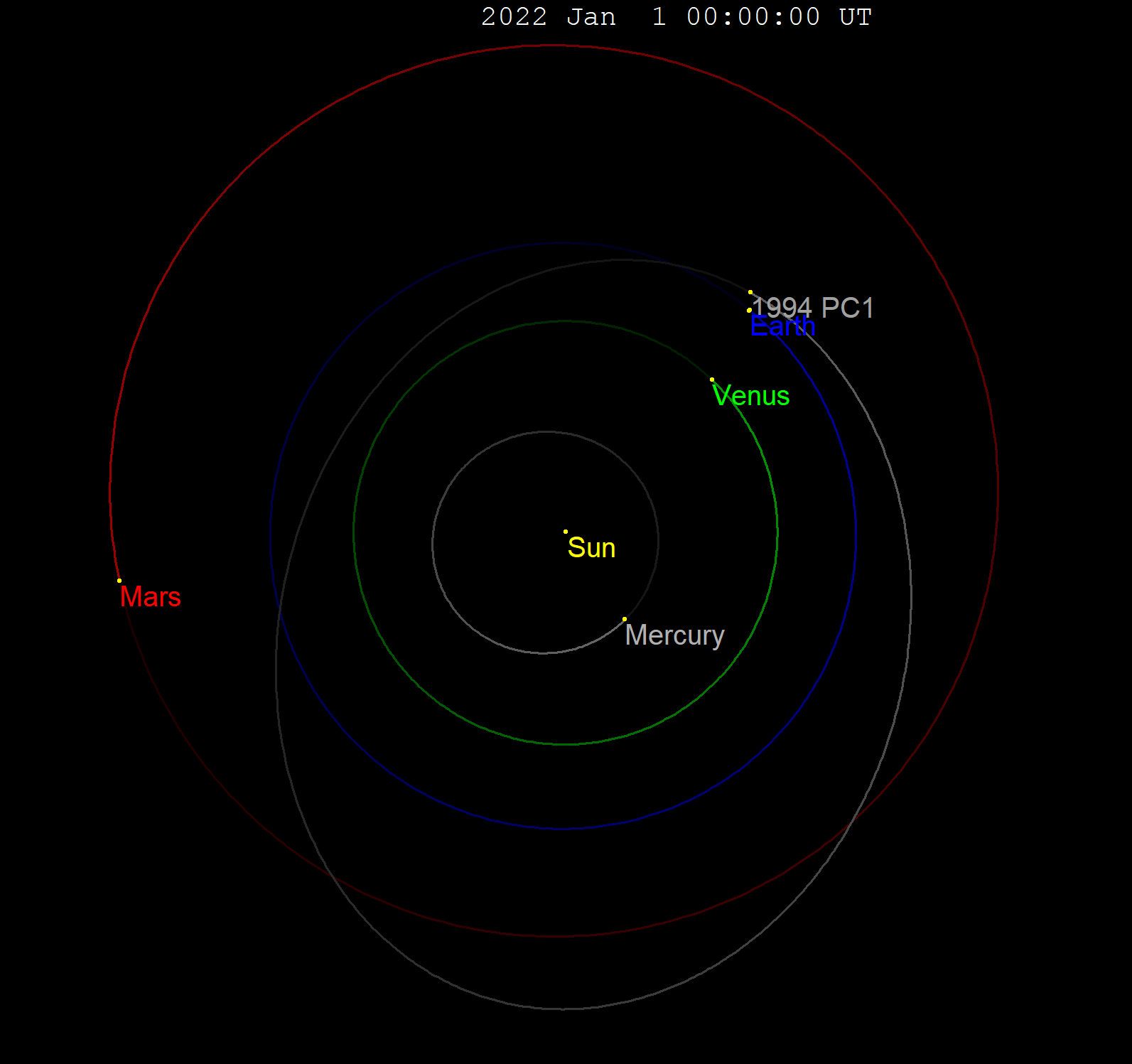
1994 PC1

1994 PC1 är en asteroid i huvudbältet som upptäcktes den 9 augusti 1994 av den australiensiske astronomen Robert H. McNaught vid Siding Spring-observatoriet.
Asteroiden har en diameter på ungefär 1 kilometer och den tillhör asteroidgruppen Apollo.